# Gomido FC
Gomido Football Club de Kpalimé w skrócie Gomido FC – togijski klub piłkarski grający w togijskiej pierwszej lidze, mający siedzibę w mieście Kpalimé.

## Sukcesy
- I liga[1]:
  - wicemistrzostwo (1): 1993.

- Puchar Togo[2]:
  - zwycięstwo (1): 2018.

## Występy w afrykańskich pucharach
| Sezon     | Rozgrywki           | Runda   | Kraj    | Klub            | Dom | Wyjazd | Dwumecz |
| --------- | ------------------- | ------- | ------- | --------------- | --- | ------ | ------- |
| 1994      | Puchar CAF          | 1       | Kamerun | Unisport Bafang | 0–0 | 0–3    | 0–3     |
| 2017/2018 | Puchar Konfederacji | wstępna | Czad    | AS CotonTchad   | 1–1 | 0–2    | 1–3     |

## Stadion
Domowe mecze klub rozgrywa na stadionie o nazwie Stade Municipal w Kpalimé. Stadion może pomieścić 5000 widzów.

## Reprezentanci kraju grający w klubie od 2000 roku
Stan na styczeń 2023.
| - Kossi Adegnon - Moïse Adjahli - Kodjo Dadzié - Messan Degli - Jérôme Doté - Folly Ekoué - Kamal Idrissou - Thibault Klidjé - Tawali Magnima - Abdoul-Gafar Mamah | - Zakari Morou - Martin Nouwoklo - Kossi Jean Ozou - Saïbou Safiou - Alikem Segbefia - Yao Mawuko Sènaya - Messan Toudji - Dové Womé - Abdoul Samad Oumarou |